# Feuerhemd
Feuerhemd (auch Brandhemd, geschwefeltes Hemd, englisch: Fire-Chemise oder auch Curtain(s), franz.: Chemise soufrée oder auch Chemise à feu) bezeichnet eine frühe Unkonventionelle Spreng- und Brandvorrichtung.

## Geschichte
Beim Feuerhemd handelt es sich um eine Waffe der Seekriegsführung, die überwiegend im Segelschiffzeitalter Verwendung fand. Unter anderen Bezeichnungen wie Brandtuch wurde es ebenfalls im Festungskrieg eingesetzt. Die Verwendung von Feuerhemden ist im Rahmen von Brandschiffeinsätzen belegt.

## Material
Die stoffliche Zusammensetzung des Feuerhemds als Brandsatz variiert nach Quellenlage. Basismaterial des Feuerhemds war in der Regel ein Stück Baumwolltuch wozu in der Praxis meist ein Stück Segeltuch verwendet wurde. Bekannte Bestandteile sind Feuerstarter, Brandbeschleuniger und schwer löschbare Gemische. In englischsprachiger Literatur wird das Feuerhemd auch als mit brennbaren Substanzen getränktes sowie mit Kolophonium, Schwefel, Pech, Talg und gemahlenem Schwarzpulver versehenes Tuch beschrieben. Insbesondere aus Verwendung von Schwefel leiten sich andere Begriffe wie „geschwefeltes Tuch“ oder  niederländisch: „Zwavelhemd“ ab.

## Anwendung
Angewendet wurde das Feuerhemd durch Anheften oder Annageln und Entzündung an hölzernen, feindlichen Schiffsrümpfen. Einige Quellen geben an, dass die Brandsätze durch Pistolenschuss entzündet wurden. Hierbei ist darauf zu verweisen, dass dort unter Schuss „das Abfeuern einer Feuerwaffe [...] entweder blos mit Pulver [...] oder mit Projektilen geladen“ verstanden wird. Es ist bekannt, dass bei den zu der damaligen Zeit üblichen Pistolen das Steinschloss als Zündgeber eingesetzt wurde. Steinschlösser dienten ebenfalls in zeitgenössischen Feuerzeugen als Zündmechanismus.